# تل حاجی بابا
تل حاجی بابا مربوط به دوره هخامنشی - سده‌های اولیه دوران‌های تاریخی پس از اسلام است و در شهرستان مرودشت، بخش مرکزی، دهستان محمدآباد، ۴ کیلومتری شمال شرقی روستای محمدآباد، دامنه کوه رحمت، کنار جاده مرودشت به عزآباد واقع شده و این اثر در تاریخ ۳۰ بهمن ۱۳۸۶ با شمارهٔ ثبت ۲۰۹۱۳ به‌عنوان یکی از آثار ملی ایران به ثبت رسیده است.